# Avenida Tancredo Neves (Salvador)
A Avenida Tancredo Neves é uma importante avenida da cidade de Salvador. Configura-se como um dos centros financeiros da cidade, sendo comparada à Avenida Paulista de São Paulo. Sua importância é tamanha à economia da cidade que a área é a segunda maior fonte de arrecadação pelo imposto predial e territorial urbano (IPTU) de Salvador, só perdendo para o bairro da Vitória, e emprega mais de 70 mil trabalhadores.
Nela estão sediados o jornal A Tarde e a Bahiagás, agências bancárias, como do Banrisul, da Caixa e do Safra, uma unidade da Receita Federal e um dos escritórios do Banco do Nordeste, em Salvador. Ainda nesta avenida, localiza-se importantes edifícios empresariais como: o Empresarial Costa Andrade, Centro Empresarial Iguatemi, Suarez Trade, o Boulevard Side, o Mundo Plaza, o CEO, e as torres gêmeas do Salvador Trade Center, que agrupam escritórios e sedes de diversas empresas. É nessa avenida que se encontra os dois maiores shoppings de Salvador: o Shopping da Bahia e Salvador Shopping; como também um de menor porte, o Shopping Sumaré. Destaque ainda para o prédio da Casa do Comércio, famoso por sua arquitetura arrojada e futurista e também sede da administração da Federação do Comércio de Bens, Serviços e Turismo do Estado da Bahia (Fecomércio), bem como a administração do Serviço Social do Comércio (Sesc) e do Serviço Nacional de Aprendizagem Comercial (SENAC), contando com restaurante e grande teatro. A sede da Desenbahia também se encontrava lá, até a mudança para a Avenida Paralela.
Em 2007, devido à construção do Salvador Shopping, foram realizadas alterações viárias na região, que possui um dos maiores fluxos de veículos de Salvador - em torno de 50 mil. Um novo viaduto foi construído sobre a avenida, além de três passarelas: uma em frente ao Hospital Sarah Kubitschek, uma sobre a Ligação Iguatemi-Paralela, e outra ligando o bairro Caminho das Árvores à entrada principal do shopping. Em advento do centro comercial esta área se transformou de vez no novo polo de negócios da cidade, atraindo a cada ano novos projetos de empreendimentos, seja residencial/comercial ou mistos.
Um problema dessa importante avenida de Salvador hoje é a especulação imobiliária. Por ser o centro financeiro da cidade, a região é bastante valorizada, fazendo com que o preço do metro quadrado chegue a valores extremamente altos e agravando os problemas com o trânsito, como congestionamentos enormes nos horários de pico, sendo agravados ainda mais pela chuva. Entretanto, ela é atendida pela linha 2 do Metrô, consolidando-a como principal centro financeiro da Salvador. Estão previstos reordenamentos e reurbanização da avenida para transformá-la em, além de polo financeiro, um grande centro cultural e de convivência que respeite o pedestre pleiteado pela Associação Empresarial Tancredo Neves (uma associação que representa a região) em parceria com a administração municipal.
O nome é uma homenagem ao ex-Presidente do Brasil Tancredo de Almeida Neves.